# Sandezer Becken

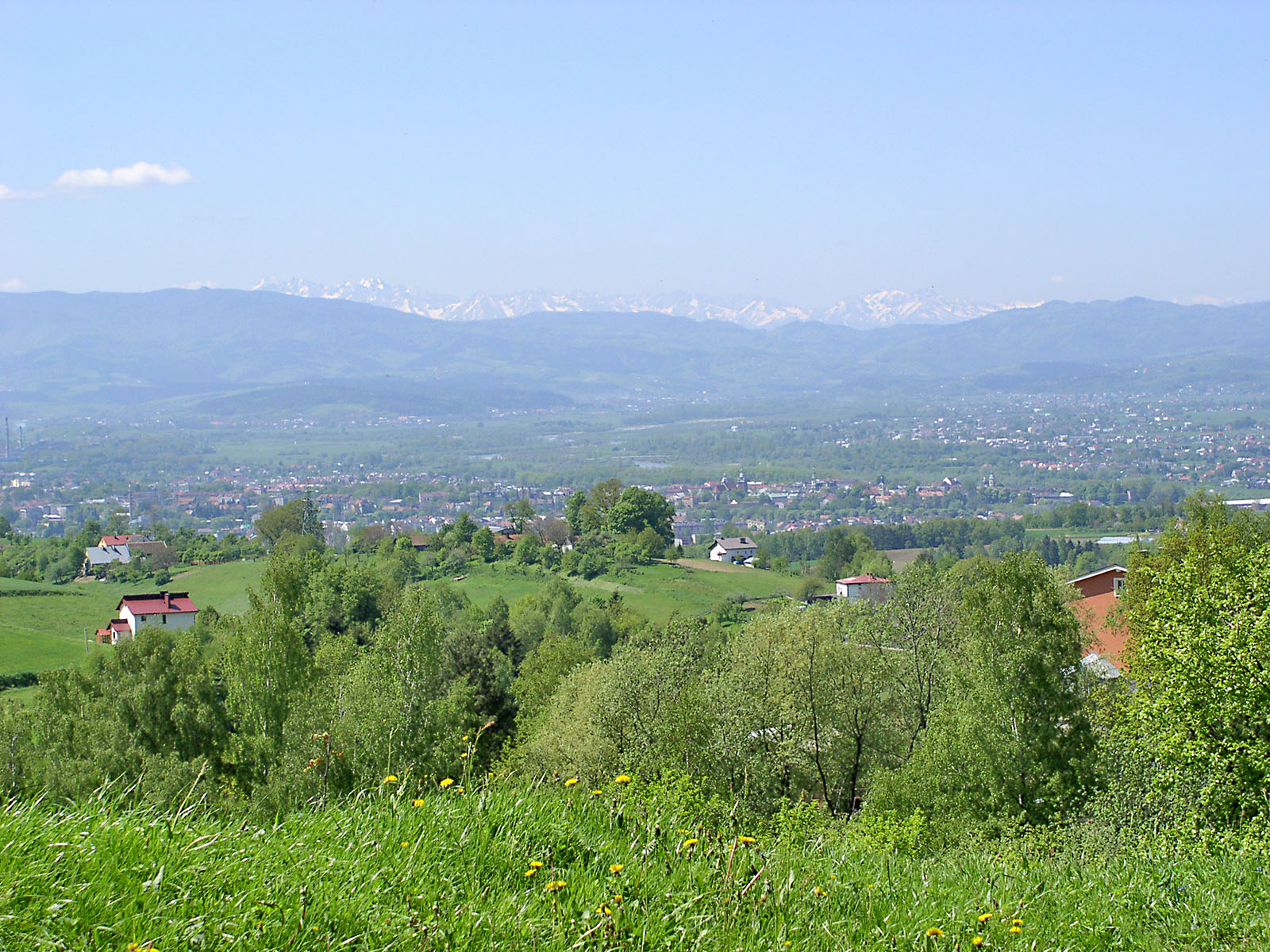
Blick von dem Pogórze Rożnowskie im Sommer mit der Tatra im Hintergrund (Blick von Nordosten)

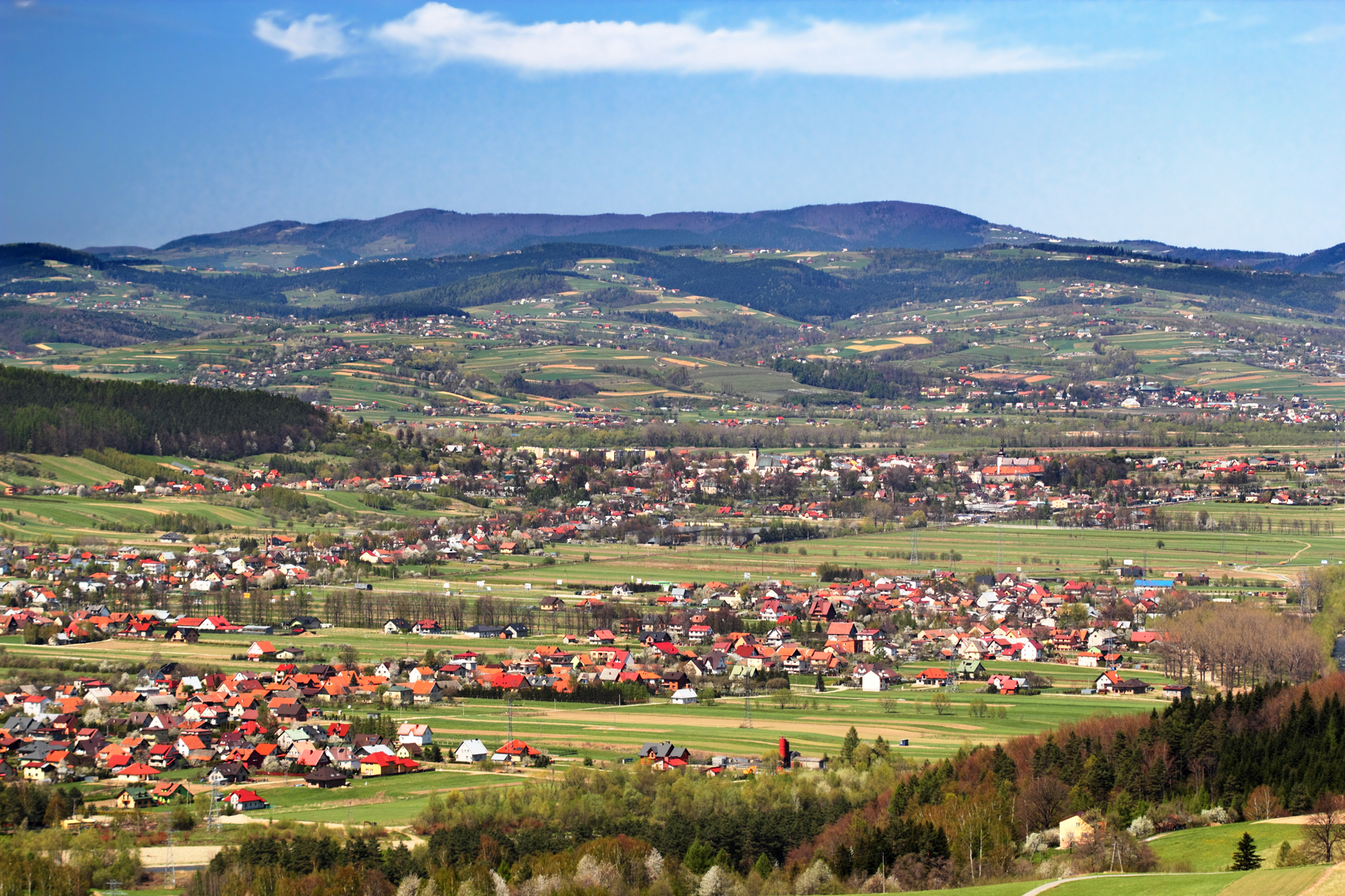
Stary Sącz

Das Sandezer Becken (polnisch Kotlina Sądecka) in Polen ist ein großer Talkessel in Kleinpolen inmitten der Westbeskiden. Es liegt auf einer Höhe von 280 bis 300 m ü. NN und bedeckt eine Fläche von ca. 300 km². 

## Geografie
Das Sandezer Becken ist Teil der Beskiden und erstreckt sich am Zusammenfluss des Dunajec und Poprad sowie der Kamienica zwischen den Sandezer Beskiden (Radziejowa-Kamm und Jaworzyna-Kamm) im Süden, den Inselbeskiden im Nordwesten, den Niederen Beskiden im Osten und den Pogórze Rożnowskie im Norden. 
Das Sandezer Becken ist dicht besiedelt. Die einzigen größeren Städte sind Nowy Sącz und Stary Sącz. Die fruchtbare Region ist ansonsten landwirtschaftlich geprägt. Sie ist für ihren Obstanbau bekannt.
Die Volksgruppe, die das Becken bewohnt, sind die Sandezer Lachen.

## Panorama

Panorama von dem Radziejowa-Kamm in den Sandezer Beskiden (Blick von Süden)